# Rybocice
Rybocice (niem. Reipzig) – wieś sołecka w Polsce, położona w województwie lubuskim, w powiecie słubickim, w gminie Słubice.
Przez wieś przepływa rzeka Ilanka w swoim dolnym biegu. W pobliżu wsi znajduje się przystanek kolejowy na zlikwidowanej linii kolejowej nr 386. Rybocice położone są przy drodze lokalnej Słubice – Urad.

## Historia
W archiwalnych dokumentach Rybocice występują pod następującymi nazwami: Ribeti(c)z, Ripzt, Ribschitz, Rybzig, Rübsigk i od 1608 – Reipzigk. W 1437 r. zakupione przez magistrat we Frankfurcie nad Odrą.
Miejscowe gospodarstwa sporo ucierpiały przy okazji bitwy pod Kunowicami w sierpniu 1759 roku. Spłonęło wówczas wiele domów oraz fabryka papieru. Od 1873 do 1945 r. wieś wchodziła w skład powiatu Weststernberg.
Od 1945 r. w granicach Polski. W latach 1975–1998 miejscowość położona była w województwie gorzowskim. Od 1978 r. działała tu Rolnicza Spółdzielnia Produkcyjna „Odra” w Rybocicach.

## Zabytki
Do wojewódzkiego rejestru zabytków wpisany jest:
- kościół filialny pw. św. Józefa, gotycki z XV w., przebudowany w 1774 r. na styl barokowy;

inne zabytki:
- cmentarz z XV w.

## Demografia
Źródło:

## Galeria

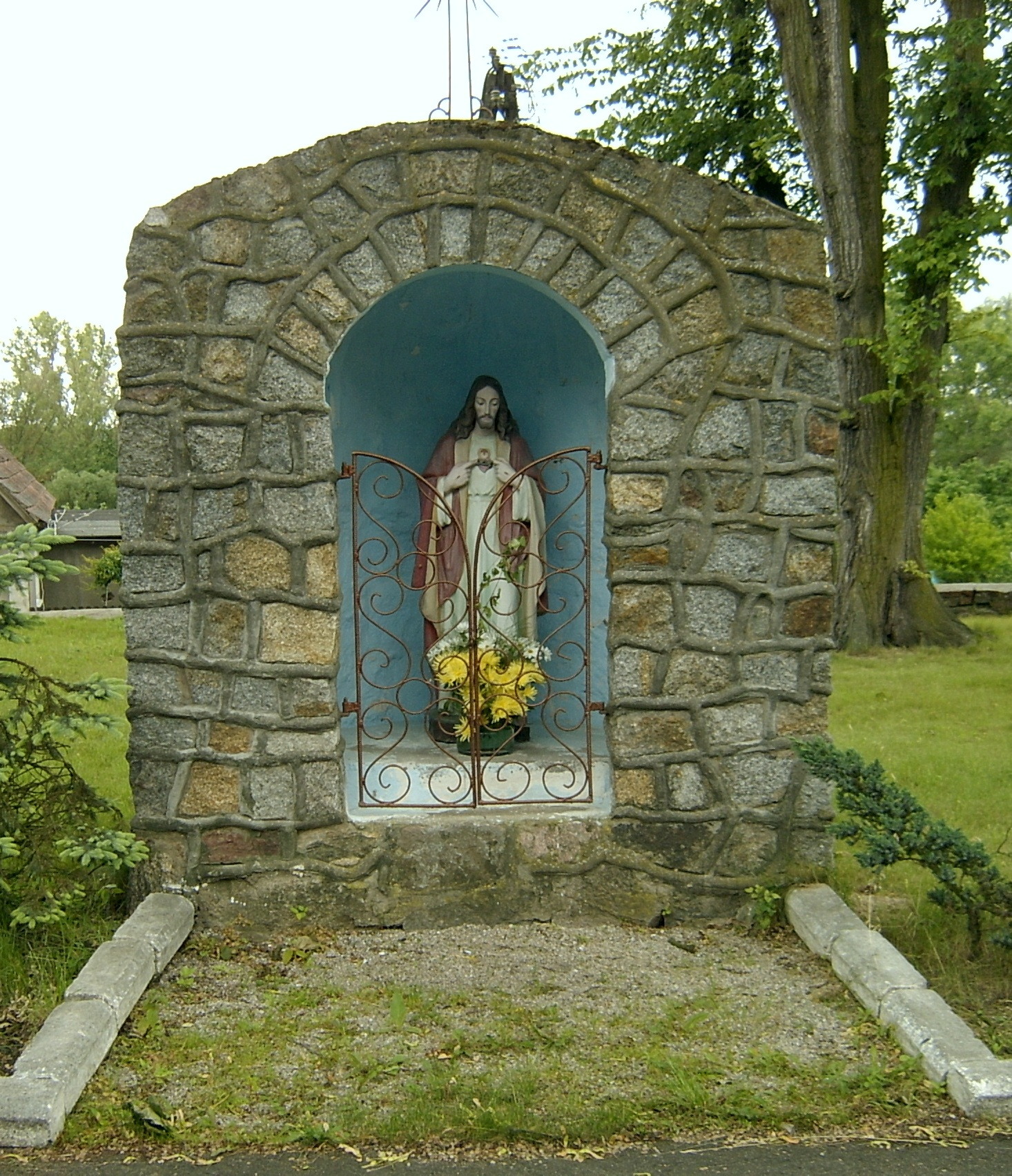
Przydrożna kapliczka w Rybocicach
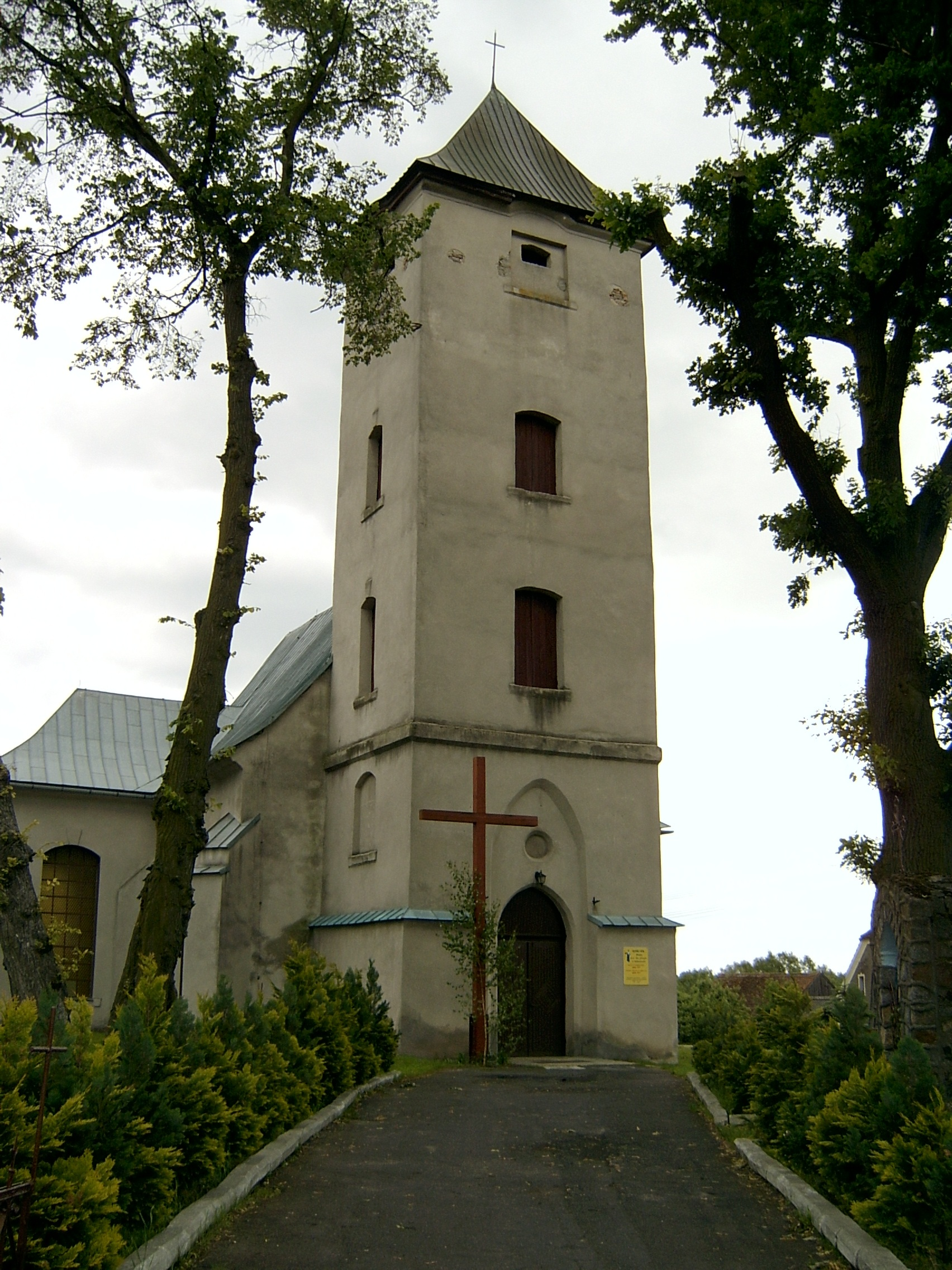
Kościół katolicki w Rybocicach
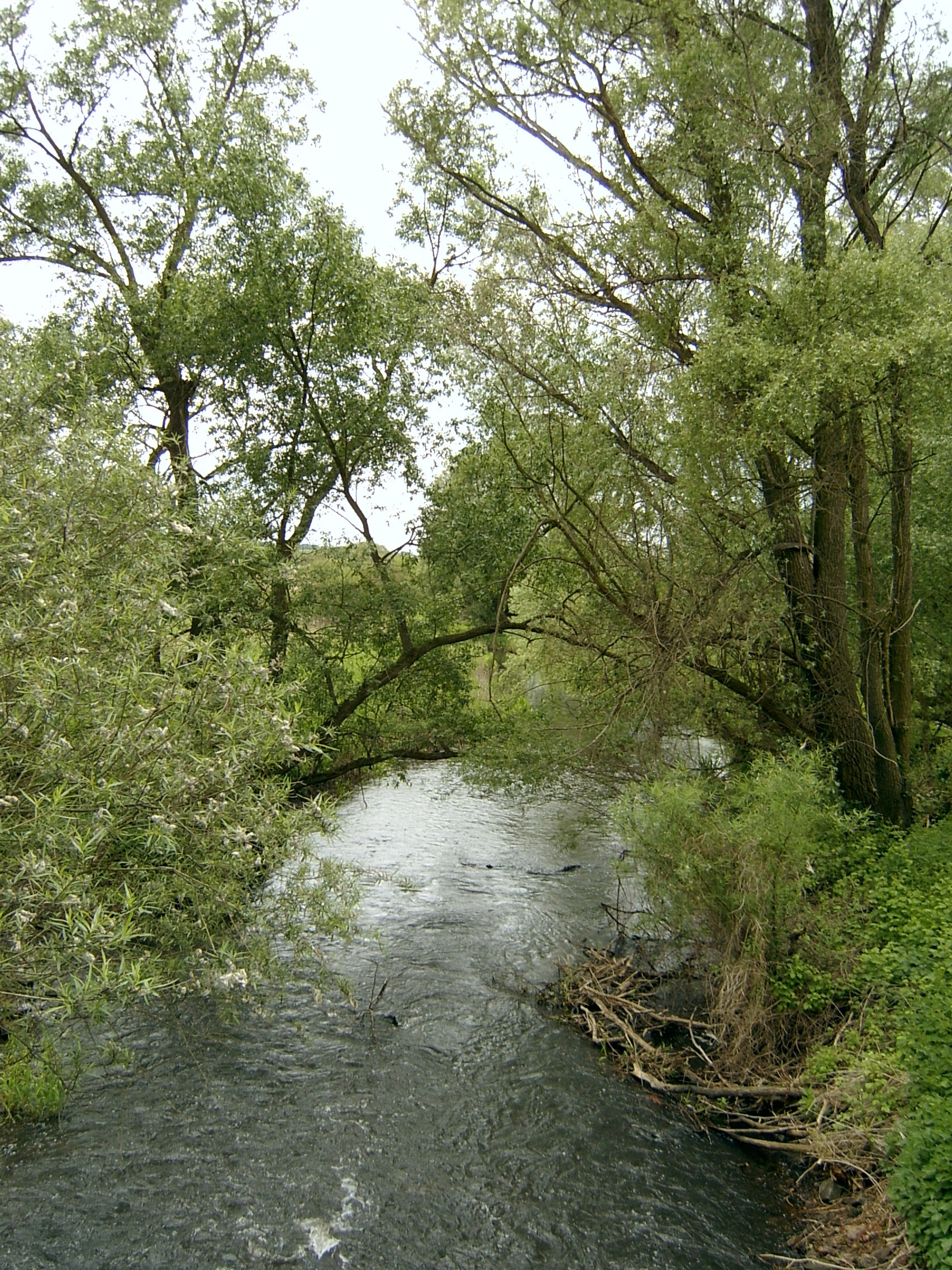
Ilanka w Rybocicach